# Robalo-branco
Centropomus undecimalis (Bloch), popularmente conhecido como robalo, robalão, robalo-bicudo, robalo-flecha, camuri, camurim açu, robalo-branco, camorim, robalo-de-galha, robalo-estoque e rolão, é um peixe encontrado dos Estados Unidos até o Sul do Brasil. Vive em baías, estuários, manguezais e rios. Nada em cardumes. Sobe os rios para desovar, geralmente no inverno. Mede cerca de 50 centímetros de comprimento. Possui corpo alongado e prateado, com evidente linha lateral negra, nadadeiras dorsais, parte anterior da anal e lobo inferior da caudal enegrecidos. Possui carne apreciada pelo homem. É uma espécie valorizada na pesca esportiva.

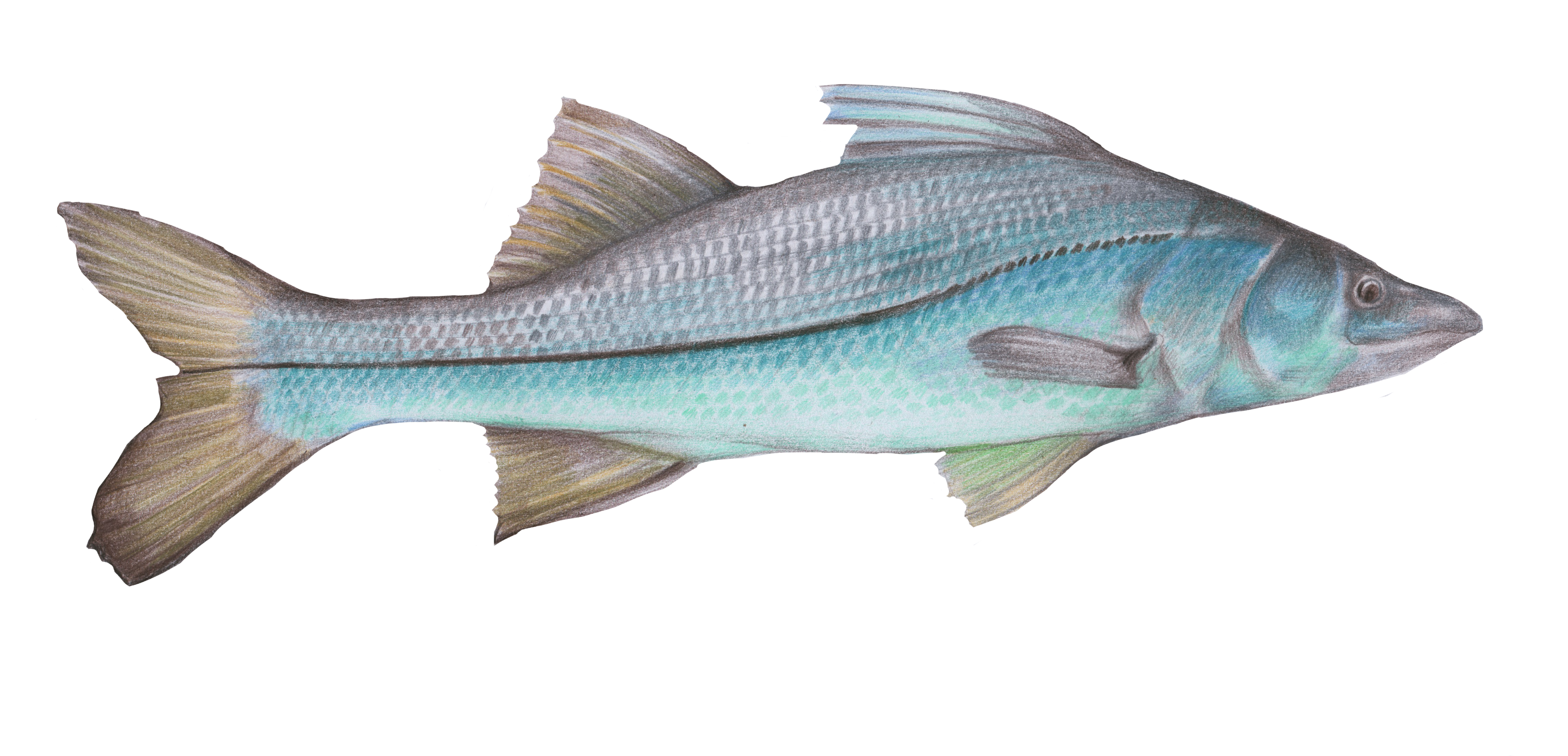
Desenho a lápis do robalo-branco.

A pesca do Robalo é regulamentada no Brasil pelo IBAMA, através da Portaria n° 49-N, de 13 de maio de 1992, que estipula o período de defeso (quando não é permitida a captura) nos estados do Espírito Santo e da Bahia, entre 15 de maio e 31 de julho.
"Portaria n° 49-N, de 13 de maio de 1992:
(...) Art. 1°. Proibir, anualmente, no período de 15 de maio a 31 de julho, o exercício da pesca de robalo, robalo branco e camurim ou barriga mole (Centropomus parallelus, Centropomus undecimalis, Centropomus spp), no litoral águas interiores dos Estados do Espírito Santo e Bahia.  (...)"

## Etimologia
"Robalo" é oriundo de "lobarro", aumentativo de "lobo". "Camuri" e "camurim" são oriundos do tupi kamu'ri. "Camurim-açu" é oriundo do termo tupi para "camuri grande".